# Parafia św. Stanisława Kostki w Poznaniu
Parafia św. Stanisława Kostki w Poznaniu – parafia rzymskokatolicka w dekanacie Poznań - Winogrady obejmująca terytorialnie osiedle Winiary oraz Bonin.

## Grupy parafialne
- Świetlica socjoterapeutyczna - Oratorium Światełko
- Klub Seniora Urok Jesieni
- Akcja Katolicka
- Żywy Różaniec
- parafialny oddział Caritas

## Proboszczowie
- ks. Czesław Garstecki (1937–1953)
- ks. Stefan Igliński (1954–1979)
- ks. Janusz Szajkowski (1979–1989)
- ks. Grzegorz Balcerek (1989–1999)
- ks. Michał Maciołka (1999–2012)
- ks. kan. mgr Krzysztof Skowroński (od 30 czerwca 2012)[1]